# 長崎県営野球場

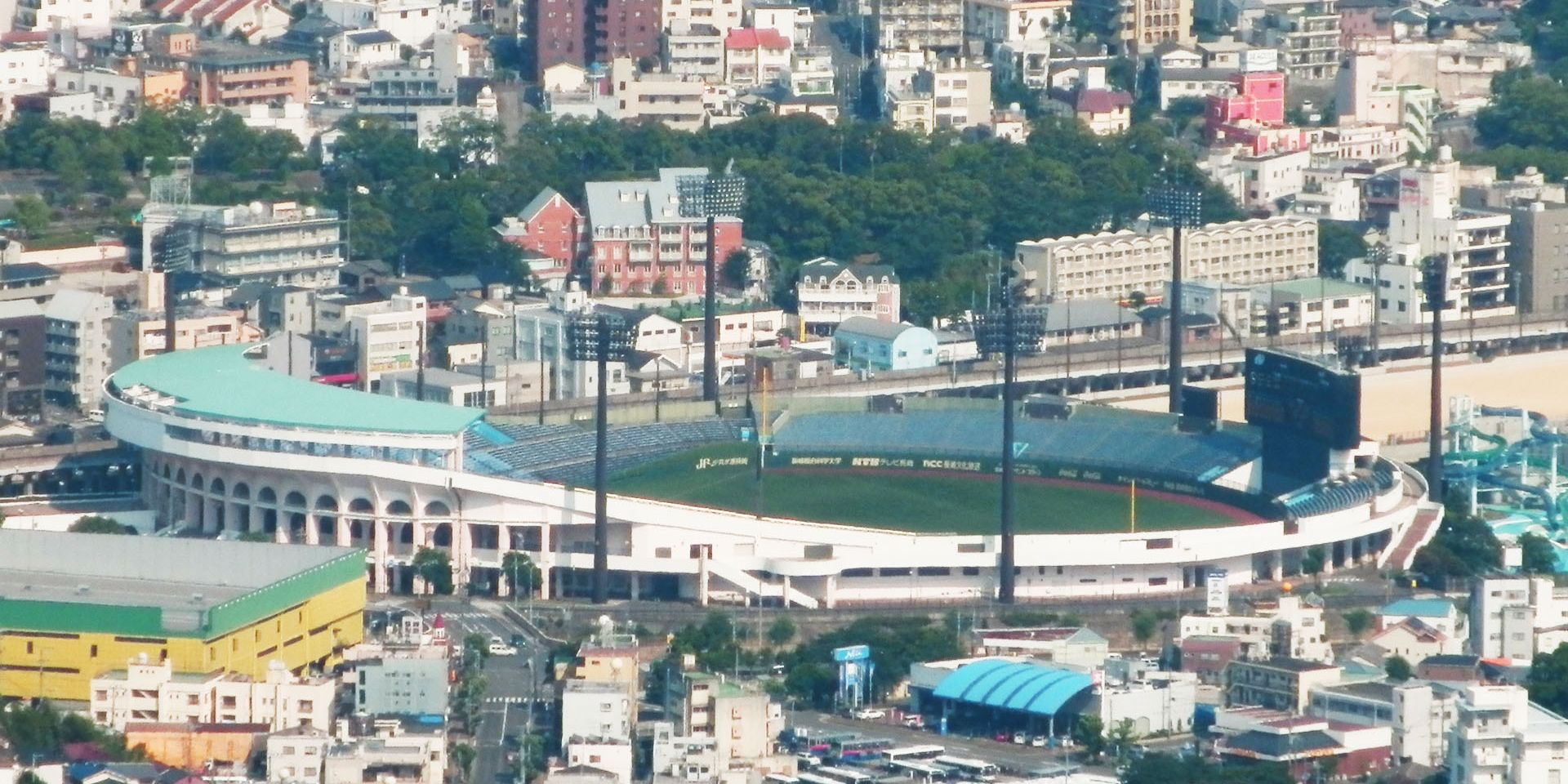
球場全体の外観

長崎県営野球場（ながさきけんえいやきゅうじょう）は、長崎県長崎市にある野球場で、平和公園の敷地内に位置している。愛称は「長崎ビッグNスタジアム（ながさき ビッグ エヌ スタジアム）」で、施設は長崎県が所有し、長崎県スポーツ協会グループが指定管理者として運営管理を行っている。

## 歴史
以前長崎市内には長崎市営大橋球場（1951年4月3日完成）があり、高校野球や社会人野球などのアマチュア公式戦をはじめ、プロ野球公式戦も開催されていた。しかし施設の老朽化に加え、グラウンドが両翼90m・中堅115mと狭く、ナイターを開催するための照明設備が設置されていない、外野フェンス部もラバー部分が少なく安全性に疑問が残る、などの問題点が出てきたことから、野球場を長崎県に移管して全面改築することとなった。
こうして改築され、現球場は1997年に開場。スコアボードは九州・山口9県では福岡ドームに次ぐ全面電光式（公営としては九州・山口地方9県初）。九州でも随一の設備を誇る野球場として生まれ変わった。当球場の愛称である「ビッグNスタジアム」は「長崎県民の夢を大きく育む野球場に育って欲しい」というコンセプトの下で名付けられた。開場以来、高校や社会人などのアマチュア野球公式戦が開催されている。一方、野球場を県に移管したのに伴い、市は郊外の柿泊町にある長崎市総合運動公園（かきどまり運動公園）に新たな市営野球場の整備を進め、翌1998年に長崎市総合運動公園かきどまり野球場が開場した。
当球場では開場以来、プロ野球公式戦が行われるようになり、2000年7月26日にはオールスターゲーム第3戦が開催された。また、2006年4月25日には福岡ソフトバンクホークスが1989年の福岡移転以来初となる一軍公式戦（対東北楽天ゴールデンイーグルス戦1試合）を開催した。
開場以来敷設されていた人工芝が経年劣化したため、2005年シーズン前に人工芝の張替えを実施し、現在フィールドにはフィールドターフ・ターケット社製ロングパイル人工芝が敷設されている。
また、2007年2月27日から3月1日には楽天が春季キャンプ終了後の調整のため、ミニキャンプを実施した。楽天の本拠地である宮城県仙台市は3月上旬はまだ寒冷なため、本格的な実戦調整を行うには不向きな気象条件であることや、専用球場の宮城球場では毎年オフの期間には集中的に改修工事が行われていることもあって、公式戦開幕までの調整場所を必要としていた。そんな折、2006年のソフトバンクとの公式戦（前述）で当球場を訪れた際、スタンドの規模や構造、フィールドに使用しているロングパイル人工芝の風合いなどが宮城球場に似ていることが球団関係者の好感触を得て調整地候補に浮上。
他方、2014年に国民体育大会開催を控え、スポーツイベントの運営ノウハウを蓄積したい長崎国際観光コンベンション協会や当球場の活用策を模索している指定管理者の長崎ダイヤモンドスタッフなど、地元関係者も楽天に対して積極的な誘致を開始。こうした両者の思惑が一致し、同年からのミニキャンプ実施に至った。同年は調整を行ったのみだったが、2年目の翌2008年、2009年と楽天主催のオープン戦も2試合開催された（いずれも対千葉ロッテマリーンズ戦）。長崎でのミニキャンプについては県、球団とも今後の実施継続に前向きな姿勢を見せている。また、2008年と2009年には四国・九州アイランドリーグの長崎セインツが一部のホームゲームを開催した。
長崎本線の高架橋が3塁側スタンドに接しているため、3塁側スタンドは1塁側スタンドよりも若干狭い。
2017年3月、スコアボード（メイン・サブ共）が、開場当時から2016年まで使用されたスコアボード専用の電球が製造中止になったため、動画などを映し出せるLED式のフルハイビジョンに改修された。

## 実施された主な競技等

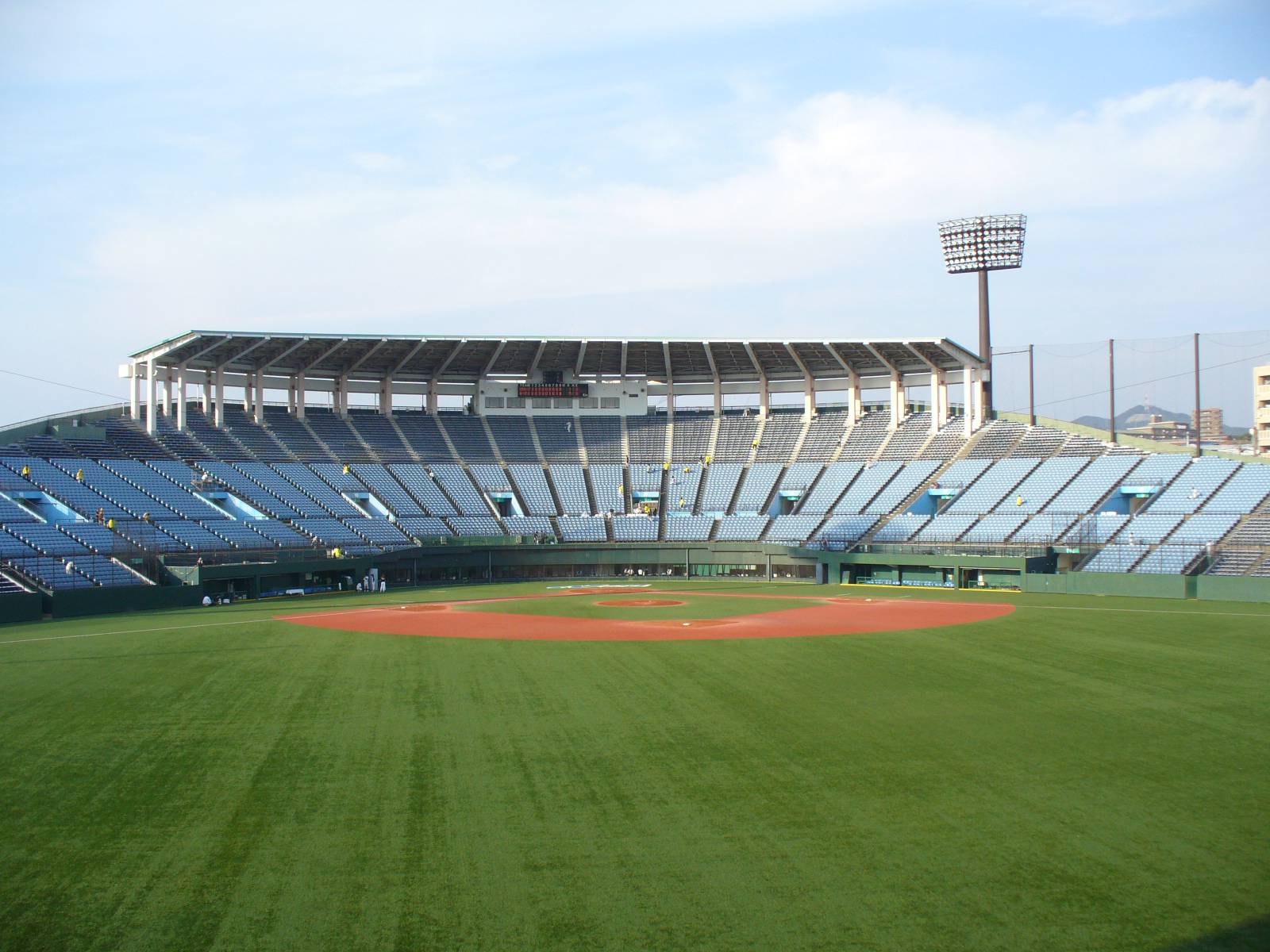
センター付近からの眺め

- 2008年11月24日、カトリック教会は日本初の列福式を行った（ペトロ岐部と187殉教者）。
- 2009年8月30日、福山雅治が同市稲佐山公園で開催した野外ライブ“福山☆夏の大創業祭『音返し!』”のパブリックビューイングの会場として使用され、当日の開演直前には福山本人がサプライズで登場。突如行われた「始球式」では小学校時代のソフトボール経験を活かし、マウンド上でウインドミル投法を披露した。
- 2019年11月24日、ローマ教皇フランシスコのミサが行われた。

2021年には本来横浜スタジアムなどで行われる予定だった全日本少年軟式野球大会が当地をメイン会場に開催。星稜中が優勝

## プロ野球開催実績

### 日韓クラブチャンピオンシップ
- 2009年11月14日 起亜タイガース4-9読売ジャイアンツ 観衆：14,331人

### オールスターゲーム
- 2000年7月26日 パ・リーグ3-9セ・リーグ 観衆：17,929人

### セ・リーグ公式戦
- 1997年9月7日 ヤクルトスワローズ 1-4 広島東洋カープ 観衆：25,000人
- 1999年4月20日 横浜ベイスターズ 3-9 阪神タイガース 観衆：21,000人
- 1999年4月21日 横浜ベイスターズ 4-5 阪神タイガース 観衆：23,000人
- 1999年5月15日 ヤクルトスワローズ 2-5 広島東洋カープ　観衆：20,000人
- 1999年5月16日 ヤクルトスワローズ 6-1 広島東洋カープ　観衆：23,000人
- 2000年4月18日 横浜ベイスターズ 5-6 ヤクルトスワローズ　観衆：20,000人
- 2000年4月19日 横浜ベイスターズ 5-1 ヤクルトスワローズ　観衆：20,000人
- 2002年5月11日 ヤクルトスワローズ 2x-1 広島東洋カープ　観衆：24,000人
- 2002年5月12日 ヤクルトスワローズ 0-2 広島東洋カープ　観衆：20,000人
- 2002年9月10日 横浜ベイスターズ 3-2 広島東洋カープ　観衆：12,000人
- 2005年4月26日 横浜ベイスターズ 4-7 広島東洋カープ　観衆：10,700人
- 2005年9月13日 読売ジャイアンツ 1-16 阪神タイガース　観衆：20,848人
- 2006年9月5日 横浜ベイスターズ 1-8 広島東洋カープ　観衆：8,239人
- 2007年7月3日 読売ジャイアンツ 3-8 横浜ベイスターズ　観衆：20,633人
- 2009年4月21日 読売ジャイアンツ 4-0 東京ヤクルトスワローズ　観衆：20,817人
- 2021年5月18日 読売ジャイアンツ-広島東洋カープ（新型コロナウイルス感染拡大に伴う緊急事態宣言を受けて東京ドームに変更）
- 2023年4月18日 読売ジャイアンツ 0-2 横浜DeNAベイスターズ　観衆：14,015人

### パ・リーグ公式戦
- 1998年4月18日 日本ハムファイターズ 2-5 千葉ロッテマリーンズ 観衆：18,000人
- 1998年4月19日 日本ハムファイターズ 7-1 千葉ロッテマリーンズ 観衆：19,000人
- 2006年4月25日 福岡ソフトバンクホークス 11-3 東北楽天ゴールデンイーグルス 観衆：15,210人
- 2009年7月28日 福岡ソフトバンクホークス 2-6 オリックス・バファローズ 観衆：17,356人
- 2019年4月9日  福岡ソフトバンクホークス 3-3 北海道日本ハムファイターズ 観衆：17,742人
- 2022年4月12日  福岡ソフトバンクホークス 0-3 千葉ロッテマリーンズ  観衆：16,382人
- 2023年8月29日 福岡ソフトバンクホークス 7-0 オリックス・バファローズ 観衆：20,316人
- 2024年8月28日 福岡ソフトバンクホークス 1-4 オリックス・バファローズ 観衆：18,577人

### セ・パ交流戦
- 2012年5月30日 横浜DeNAベイスターズ 5-4 福岡ソフトバンクホークス　観衆：13,722人

### オープン戦
- 1999年3月18日 福岡ダイエーホークス-広島東洋カープ
- 2000年3月17日 福岡ダイエーホークス-ヤクルトスワローズ
- 2001年3月2日  読売ジャイアンツ3-1阪神タイガース
- 2008年3月1日 東北楽天ゴールデンイーグルス4-6千葉ロッテマリーンズ 観衆：7,156人
- 2008年3月2日  東北楽天ゴールデンイーグルス3-2千葉ロッテマリーンズ 観衆：6,354人
- 2009年2月28日 東北楽天ゴールデンイーグルス1-9千葉ロッテマリーンズ　観衆： 5,838人
- 2009年3月1日      東北楽天ゴールデンイーグルス2-5千葉ロッテマリーンズ　観衆：5,956人
- 2010年3月6日  東北楽天ゴールデンイーグルス2-0横浜ベイスターズ　観衆：5,319人
- 2010年3月7日  東北楽天ゴールデンイーグルス5-4横浜ベイスターズ　観衆：4,516人
- 2011年3月5日  東北楽天ゴールデンイーグルス10-2埼玉西武ライオンズ　観衆：8,430人
- 2011年3月6日  東北楽天ゴールデンイーグルス2-3埼玉西武ライオンズ　観衆：4,267人
- 2012年3月3日  東北楽天ゴールデンイーグルス0-1横浜DeNAベイスターズ　観衆：6,321人
- 2012年3月4日  東北楽天ゴールデンイーグルス3-4横浜DeNAベイスターズ　観衆：3,265人
- 2013年3月2日  東北楽天ゴールデンイーグルス3-4横浜DeNAベイスターズ 観衆：3,823人
- 2013年3月3日  東北楽天ゴールデンイーグルス6-3横浜DeNAベイスターズ 観衆：3,414人
- 2015年3月10日 福岡ソフトバンクホークス2-2読売ジャイアンツ 観衆：14,939人
- 2017年3月14日 福岡ソフトバンクホークス2-3読売ジャイアンツ　観衆：9,497人
- 2018年3月4日  埼玉西武ライオンズ4-3広島東洋カープ　観衆：10,898人
- 2019年3月3日  埼玉西武ライオンズ4-10広島東洋カープ　観衆：11,433人
- 2020年3月1日  埼玉西武ライオンズ3-1横浜DeNAベイスターズ　無観客試合
- 2025年3月11日 福岡ソフトバンクホークス4-4読売ジャイアンツ[3]　観衆：9,448人

### ファーム日本選手権
- 2008年10月4日 福岡ソフトバンクホークス5-1東京ヤクルトスワローズ

### フレッシュオールスターゲーム
- 2010年7月22日 イースタン3-6ウエスタン　観衆：19,450人
- 2014年7月17日 イースタン7-6ウエスタン　観衆：13,671人
- 2022年7月23日 イースタン7-4ウエスタン  観衆：8,204人

### イースタン・リーグ公式戦
- 2000年5月4日  読売ジャイアンツ6-5ヤクルトスワローズ
- 2004年5月4日  読売ジャイアンツ1-3西武ライオンズ

### ウエスタン・リーグ公式戦
- 2001年4月7日  福岡ダイエーホークス5-6サーパス神戸
- 2011年9月10日 福岡ソフトバンクホークス5-5中日ドラゴンズ 観衆：2,227人
- 2016年7月30日 福岡ソフトバンクホークス0-6中日ドラゴンズ　観衆：4,090人

### 四国・九州アイランドリーグ
- 2008年5月17日 長崎セインツ2-6徳島インディゴソックス  観衆：178人
- 2008年5月18日      長崎セインツ5-4高知ファイティングドッグス　観衆：319人
- 2009年4月29日  長崎セインツ0-0愛媛マンダリンパイレーツ　観衆：733人
- 2009年5月6日       長崎セインツ1-7愛媛マンダリンパイレーツ　観衆：1,288人
- 2009年7月25日      長崎セインツ3-1愛媛マンダリンパイレーツ　観衆：491人

## 施設概要
- 両翼：99.1m、中堅：122m
- 内外野：全面ロングパイル人工芝（2004年まで砂入り人工芝）
- スコアボード：LED式フルハイビジョン
- 照明設備：6基
- 一・三塁側スタンド下に屋内練習場あり
- 収容人員：25,000人
- 事業費：約72億円

## 交通
- 長崎電気軌道本線・大橋電停下車すぐ
- 長崎バス・県営バス大橋バス停、長崎バス下大橋バス停下車徒歩1～2分